# メルブ遺跡
メルブ（ペルシア語 : مرو Merv/Marw, Mary）とは、トルクメニスタンのカラクム砂漠の中にある、中央アジア最大の遺跡。トルクメニスタンではマル(またはマルイ、マリイ)と呼ばれている。1999年、トルクメニスタン初の世界遺産に登録された。
もとはホラーサーン地方の中心都市のひとつで、シルクロードのオアシス都市として栄えた。人口は100万人に達したといわれる。
榎一雄は南北朝時代の梁の職貢図に記載された「未国」をメルブと比定する説を提出している。メルブには仏教が伝播しており(後述)、また梁の武帝・蕭衍は、仏教信徒としても高名で「皇帝菩薩」と呼ばれていたため、仏教を通じた交流も考えられる。

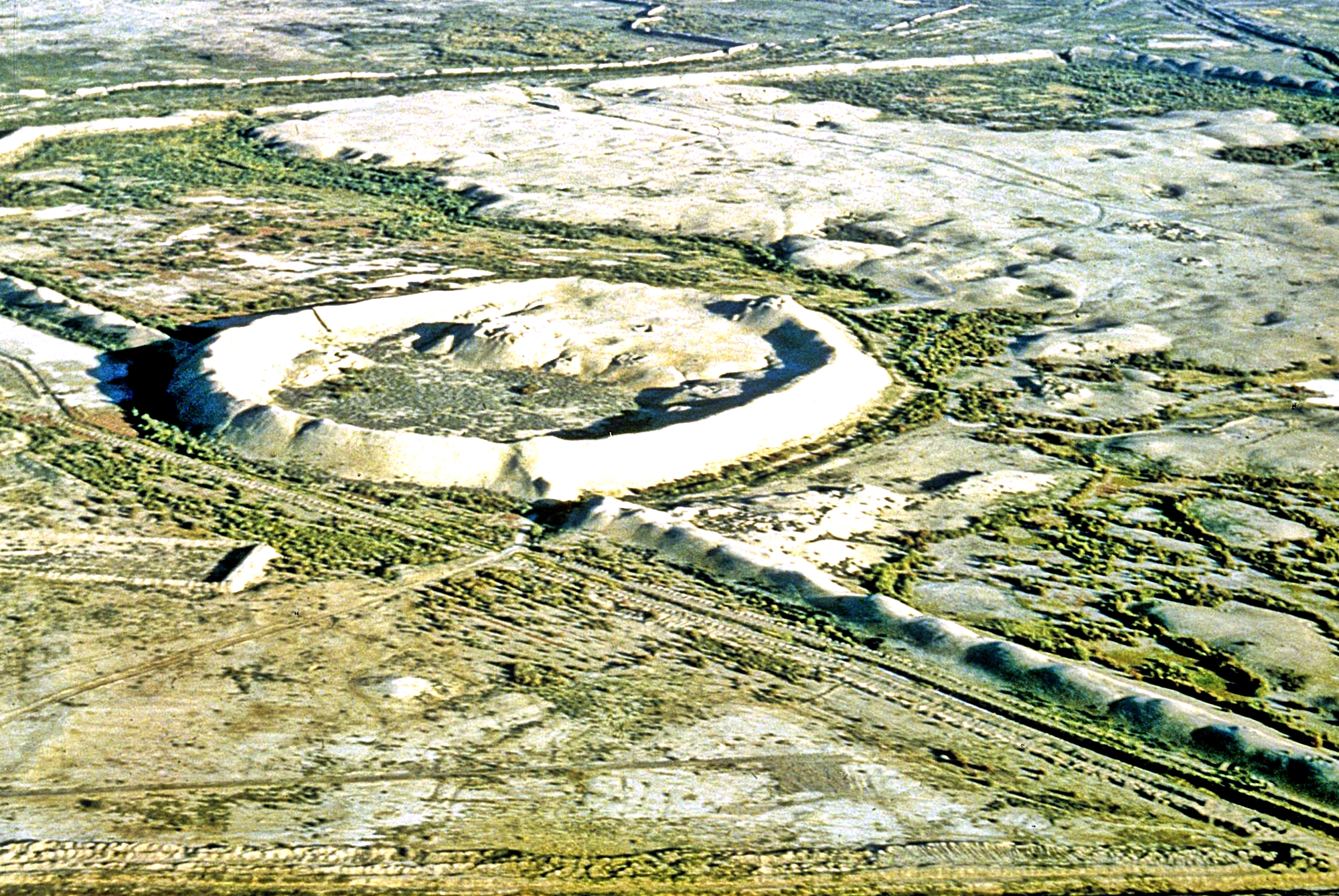
メルヴに残る「エルク・カラ」の遺構

## 歴史

### マルグ
紀元前6世紀から、アケメネス朝ペルシャの支配下にある一オアシス都市として繁栄し始める。当時は、「マルグ」（サトラップ）と呼ばれ、マケドニア王国期には「マルギアナ」と呼ばれた。「マルギアナ」の遺構は、円形の日干レンガ城壁で囲まれた「エルク・カラ」として知られる。「エルク・カラ」は、12haに達する都市であった。

### パルティア時代とギャウル・カラ
その後、セレウコス朝時代をへて、前2世紀 - 後3世紀のパルティア時代に、「エルク・カラ」を北辺に組み込んだおおむね一辺1.8 - 9kmの方形に近いプランの「ギャウル・カラ」（「グヤウル・カラ」）が築かれた。面積は、約3.5km2で、城壁に囲まれ、十字に交差する道路で街区が造られていた。
「ギャウル・カラ」の外側にも、楕円形に近い形に城壁がめぐっていて、内側の城壁から外側の城壁への距離は、北へは3km、東西、南方向へは、3.5kmであり、総面積は、60km2に及んだ。ギャウル・カラは、サーサーン朝の滅亡する7世紀まで機能していた。

### 仏教の伝播
メルブには、紀元後1世紀頃に仏教が入ってきたと考えられ、城壁の南東すみに、仏寺跡とみられる遺跡がある。他にも当時の仏塔や僧院が残されており、8.5cmの仏像の座像と土器に入った経文が発見されている。経文は、白樺樹皮にサンスクリット語で書かれていた。

### イスラーム以降
7世紀に西方のアラビア半島からイスラームが勃興し、サーサーン朝を滅ぼすと、第3代正統カリフ・ウスマーンの時代からアラブ軍によるホラーサーン遠征が本格化するようになった。
649年にバスラ総督に任命されたアブドゥッラー・イブン・アーミルは自らアラブ軍を率いてホラーサーン諸都市を征服し、ヘラートを征服した。のちにメルヴの住民はイブン・アーミルに投降し、メルヴはアラブの支配下になった。以降、この地は8世紀になるまでマー・ワラー・アンナフル、アフガニスタン遠征の拠点となる。この頃からメルヴはアラビア語でマルウ・アッシャーヒジャーン（Marw al-Shāhijān）と呼ばれるようになった。

### セルジューク朝時代
セルジューク朝（1038年 - 1194年）時代になると、「ギャウル・カラ」の西に接して概ね楕円形の「スルタン・カラ」が築かれた。
このころ、メルブが最大の栄華を誇ったとされ、数万冊の蔵書があったという図書館が8つあり、天文台も築かれた。『ルバイヤート』で知られる著名な詩人、数学者であったウマル・ハイヤームも、この時期のメルブの天文台主任として活躍した。
1097年、セルジューク朝の王子サンジャル（のちのスルタン・サンジャル（位1118 - 1157）がホラーサーン地方を支配するよう分邦されると、彼はメルヴに自らの宮廷を置いた。1118年にスルターンに即位するとメルヴは彼の元でホラーサーン地方を含むセルジューク朝の東部全域の首都となった。
かつては青タイルで装飾されていたサンジャルの廟もこの「スルタン・カラ」のほぼ中央に建てられた。スルタン・サンジャル霊廟は、外壁5m、基礎6mという堅牢なもので、後のモンゴル軍の破壊や地震にも奇跡的に耐え抜き、当時の建築技術の高さをうかがわせる。

### モンゴル帝国による破壊
1219年からホラズム・シャー朝はモンゴル帝国の攻撃を受け（モンゴルのホラズム・シャー朝征服）、メルヴにモンゴル軍の接近が伝わると町は混乱し、内紛が相次いだ。1221年2月25日にチンギス・ハンの皇子トゥルイがメルヴに現れ、400人の職工と奴隷としたわずかな少年少女を除く、降伏した知事、富豪、市民が殺害された。城内では略奪が行われて城壁と内城は破壊され、サンジャルの霊廟は財貨を探す兵士によって掘り返された後に火を放たれた。モンゴル軍の攻撃によって殺害されたメルヴの人間について、およそ700,000人、あるいは1,300,000人以上とも史料に伝えられている。トゥルイの軍がメルヴを離れた後、地下室に隠れて虐殺を逃れた5,000人の市民が地上に姿を現すが、トゥルイの後を追ってメルヴを通った別のモンゴル軍の司令官によって、彼らも殺害された。虐殺が行われた後、他の土地に避難していた市民や近隣の住民がメルヴに集まるが、ホラズム・シャー朝の軍隊がメルヴを奪還した後、モンゴル軍の報復を受けた町は再び破壊と虐殺に見舞われた。モンゴルが任命した知事アク・マリクによって徹底した生存者の捜索と処刑が行われ、生き残ったのはわずか数人の住民だけだった。
一連の破壊の後にメルヴの砦が一から再建されたことが発掘調査によって明らかになったが、町の繁栄は過去のものとなっており、モンゴル軍の侵入は一世紀以上にわたってメルヴや他の都市に没落をもたらした。モンゴルの征服後、メルヴはイルハン朝の領土に含まれ、常にチャガタイ・ハン国から略奪を受けていた。14世紀初頭、イルハン朝の従属国であるクルト朝がメルヴを統治し、町には東方教会の大主教座が置かれていた。1380年までにメルヴはティムール朝の支配下に入る。ティムールの四男シャー・ルフは父からホラーサーン地方の統治を命じられ、シャー・ルフによってメルヴの復興が進められた。

### ウズベク人の進出
1505年にメルヴはウズベク人の王朝であるシャイバーニー朝の占領下に入る。1510年にイランのサファヴィー朝の創始者であるイスマーイール1世とシャイバーニー朝の君主ムハンマド・シャイバーニー・ハンがメルヴで交戦し、イスマーイール1世が勝利を収めた。サファヴィー朝の下でムルガブ川に設けられた巨大なダム（「ソルタン・ベント」）が修復され、灌漑地帯にバイラマリーの元になる集落が発展した。
イスマーイール1世の死後、メルヴはヒヴァ・ハン国の支配下に入るが、1593年にブハラ・ハン国のアブドゥッラーフ2世に征服された。アブドゥッラーフ2世によってメルヴの建築物と灌漑施設の修復が進められ、アブドゥッラー・ハン・ガラなどの建築物が完成した。アブドゥッラーフ2世の支配は長く続かず、メルヴはサファヴィー朝のアッバース1世に占領され、1600年にサファヴィー朝の知事が置かれた。1608年にミフラーブ・ハーン・ガージャールが知事に任命され、2世紀にわたってガージャール族がメルヴの知事職を独占する。1715年以降、ガージャール族のエリート層はメルヴの独立を主張するようになるが、10年も経たず、タタール人とトルクメン人の襲撃によってオアシス地帯の政情は不安定になる。アフシャール朝イランの君主ナーディル・シャーはタタール人とトルクメン人を威嚇するための軍事作戦を開始し、メルヴの灌漑システムを修復した。ナーディル・シャーの死後、メルヴに土着のガージャール族が建てた独立政権が成立した。（en）18世紀にメルヴを統治したガージャール族の王子バイラム・アリ・ハンは勇名を馳せた人物であり、新たに要塞を増築した。1785年にブハラのマンギト朝のアミールであるシャー・ムラードがメルヴを攻撃し、バイラム・アリ・ハンは戦死する。1788年と1789年にシャー・ムラードによってメルヴは焼き払われた上にダムは破壊され、一帯は荒れ地と化した。およそ100,000人のメルヴの住民は段階的にブハラとサマルカンドに移され、シャー・ムラードによる苛烈な都市の破壊はチンギス・ハンの破壊に匹敵する規模といわれている。

### 19世紀
1823年にメルヴはヒヴァ・ハン国の支配下に入る。1832年にイギリスの探検家アレクサンダー・バーンズがメルヴを通っており、この時期にテジェン川に住んでいたテケ族はイランのガージャール朝によって北方に追いやられた。ヒヴァ・ハン国はテケ族の移動を阻もうとしたが、1856年頃にテケ族はヒヴァ・ハン国の政権を掌握し、1884年にロシア帝国がトルクメニスタンのオアシス地帯を占領するまで権力を保ち続けた。
1868年までに、トルクメニスタンを除く西トルキスタンの大部分はロシア帝国の支配下に入っていた。ロシア軍はカスピ海からトルクメニスタンに進出し、1881年のギョクデペの戦いで勝利を収めてトルクメニスタンを征服する。征服の過程でメルヴの占領は無血で達成され、アリハノフという名のロシア軍将校が大きな役割を果たしていた。アリハノフはコーカサス出身のイスラム教徒であり、ロシア軍で少佐に昇進していたが、上官との決闘が原因で降格され、1882年当時の階級は中尉だった。1882年にアリハノフはロシアの商人と偽ってメルヴに入り、貿易協定を締結しするが、その間にロシアの間諜は賄賂と脅迫を織り交ぜて、この地域で親ロシアの党派を拡張していた。1884年、アリハノフは軍服を着用し、すでに降伏していた数人の著名なトルクメン人を伴ってメルヴに入城し、80マイル西のテジェンのオアシスを占領したロシアの軍隊は大軍の先遣隊でしかないと脅迫し、同時に地方の自治は尊重されると説得した。長老たちはイランやイギリスからの支援を受けられないと判断し、降伏を決意した。メルヴを攻略したロシア軍はヘラートに向かい南進し、1888年までにメルヴの町は完全に放棄された。

## 遺跡
大キズカラは、高さ20m近くあり、かつては2階建てで屋根もあったと考えられているが、現在は1階部分は砂に埋もれ、壁は一部崩壊している。小ギズカラとともに、「スルタン・カラ」の城壁の外、南西の地点に築かれている。

## 世界遺産登録
この世界遺産は世界遺産登録基準のうち、以下の条件を満たし、登録された（以下の基準は世界遺産センター公表の登録基準からの翻訳、引用である）。
- (2) ある期間を通じてまたはある文化圏において、建築、技術、記念碑的芸術、都市計画、景観デザインの発展に関し、人類の価値の重要な交流を示すもの。
- (3) 現存するまたは消滅した文化的伝統または文明の、唯一のまたは少なくとも稀な証拠。